# George Michael

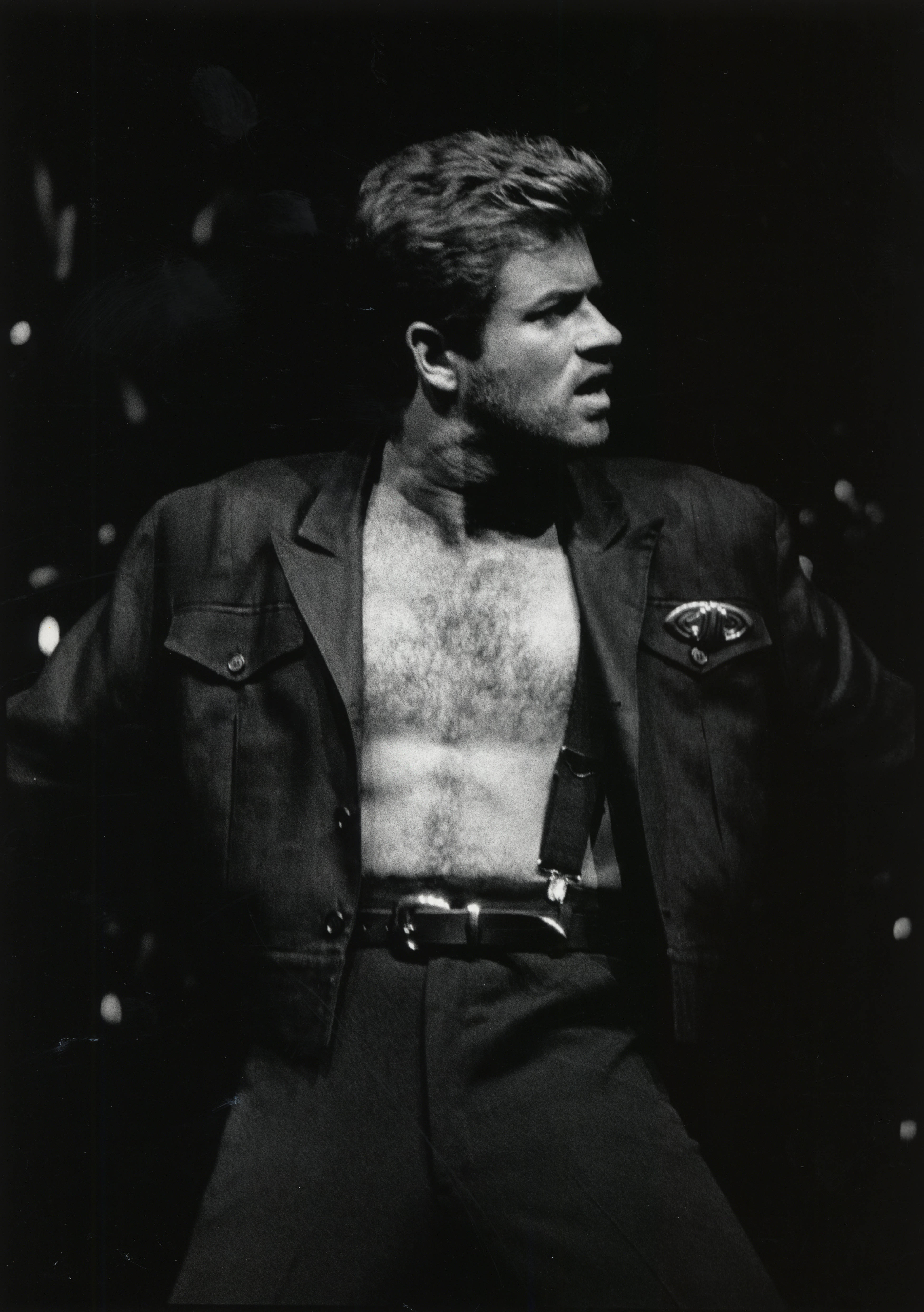
George Michael 1988 während der Faith-Tour

George Michael (* 25. Juni 1963 in Finchley, Middlesex, als Georgios Kyriakos Panayiotou; † 25. Dezember 2016 in Goring-on-Thames, Oxfordshire) war ein britischer Sänger, Songwriter, Musiker und Musikproduzent.
Michael gründete zusammen mit Andrew Ridgeley 1981 das Duo Wham! und veröffentlichte 1987 sein erstes Soloalbum mit dem Titel Faith, das das kommerziell erfolgreichste Album seiner Karriere wurde. Seine erfolgreichsten Songs sind Careless Whisper, Wake Me Up Before You Go-Go und Last Christmas aus seiner Zeit mit Wham!. Es wurden mehr als 100 Millionen seiner Tonträger verkauft und Michael wurde mit zwei Grammy Awards ausgezeichnet. 2023 wurde George Michael posthum in die Rock and Roll Hall of Fame aufgenommen.

## Leben

### Herkunft
George Michael wurde als Georgios Kyriakos Panayiotou in Finchley geboren, einem Municipal Borough in der ehemaligen Grafschaft Middlesex und heutigen Stadtteil von London. Er wuchs in Kingsbury im Stadtbezirk Brent im Norden Londons auf. Er hatte zwei ältere Schwestern, Yioda (* 1958) und Melanie (1960–2019).
Er war der Sohn einer britischen Mutter (1937–1997) und eines griechisch-zypriotischen Vaters (* 1936), der in den 1950er Jahren nach London kam und Besitzer eines Restaurants war. Michaels Vater legte sich später den Namen Jack Panos zu.

### Umgang mit Homosexualität
Anfang der 1980er Jahre war sich Michael bewusst, dass er „zumindest bisexuell“ sei. Von einem Coming-out wurde ihm abgeraten. Bei dem Musikfestival Rock in Rio im Januar 1991 lernte er dann den Brasilianer Anselmo Feleppa (1956–1993) kennen, der sehr bald sein Lebensgefährte wurde. „Von da an war es klar. Es geht nicht darum, ob du mit einem Mann oder einer Frau ins Bett gehst, sondern in wen du dich verliebst“, sagte Michael dazu später in einem Interview. Zu Weihnachten 1991 gab Feleppa bekannt, er sei HIV-positiv. Im März 1993 starb er an einer Hirnblutung als Folge von AIDS. Michael hatte sich nicht mit dem Virus infiziert. Nach dem Tod seines Lebensgefährten und seiner Mutter litt Michael unter einer „Schreibblockade“ und konsumierte Drogen. Seit den 1990er Jahren hatte Michael immer wieder mit Suchtproblemen zu kämpfen.

### Festnahme und Verurteilung 1998
Am 7. April 1998 wurde Michael in Los Angeles beim Cruising auf einer öffentlichen Toilette im Will Rogers Park am Sunset Boulevard von einem Polizisten in Zivil festgenommen. Er wurde zu 810 US-Dollar Strafe, 80 Stunden gemeinnütziger Arbeit, die er in einer Jugendorganisation ableistete, und einer psychologischen Beratung verurteilt. Durch die Meldung in den Massenmedien wurde bekannt, dass Michael schwul war.
Michael erklärte, er habe sich wohl unbewusst nach riskanten Situationen und einem öffentlichen Skandal gesehnt. Fortan sprach Michael, auch gegenüber Medien, über seine Homosexualität und seinen damaligen Partner Kenny Goss. Aus Protest gegen den Vorfall vom 7. April 1998 nahm Michael die Single Outside auf und drehte ein Musikvideo dazu, in dem unter anderem Verhaftungen wegen „unsittlichen Verhaltens“ und zwei sich küssende Polizisten zu sehen sind. In Europa wurde die Single zum größten Erfolg seit Wham!, in den USA hingegen wurde der Song nur selten im Radio gespielt. Der Polizist Marcelo Rodriguez, der Michael festgenommen hatte, sah sich durch das Video verspottet und beanstandete die Aussagen Michaels, er habe ihm eine Falle gestellt und seinen Penis gezeigt. Rodriguez brachte 1999 eine 10-Millionen-Dollar-Klage wegen übler Nachrede und Beleidigung ein. Er verlangte Schadenersatz für erlittene Erniedrigung, emotionalen Stress und ärztliche Behandlung sowie eine zusätzliche Strafzahlung und die Übernahme der Gerichtskosten. Nachdem die Klage in erster Instanz im Jahr 2000 abgewiesen worden war, ließ ein Berufungsgericht im Jahr 2002 die Berufung zu. Am Ende urteilte das Gericht, Rodriguez könne als Angehöriger des Öffentlichen Dienstes keinen Schadenersatz für emotionalen Stress fordern.

### Festnahme und Verurteilung 2010
Am 4. Juli 2010 wurde George Michael in London festgenommen, nachdem er mit seinem Auto ein Gebäude in Hampstead gerammt hatte. Er wurde auf Kaution entlassen. Im September 2010 wurde er wegen Fahrt unter Drogeneinfluss zu acht Wochen Gefängnis, einer Geldstrafe von umgerechnet 1400 Euro und fünf Jahren Führerscheinentzug verurteilt. Nach einer Haftstrafe von knapp vier Wochen wurde Michael am 11. Oktober 2010 vorzeitig aus dem Gefängnis entlassen.

### Tod
George Michael starb am 25. Dezember 2016 im Alter von 53 Jahren in seinem Haus in Oxfordshire. Eine Obduktion ergab, dass er an einer dilatativen Kardiomyopathie gelitten habe. Zudem wurden eine entzündliche Erkrankung des Herzmuskels (Myokarditis) und eine Fettleber festgestellt. Er wurde auf dem Highgate North Land Cemetery in London beigesetzt.

### Nachlass
Seine beiden Schwestern waren neben dem Vater die Haupterben des auf rund  100 Millionen Pfund Sterling geschätzten Vermögens. Sein langjähriger Lebensgefährte Fadi Fawaz wurde am Nachlass nicht beteiligt. Seine Schwester Melanie, die Friseurin und Visagistin war, hatte sich um Frisuren und Make-up ihres Bruders und weiterer Band- und Tourmitglieder gekümmert. Sie starb drei Jahre nach George Michael.

## Karriere

### Wham! (1981–1986)

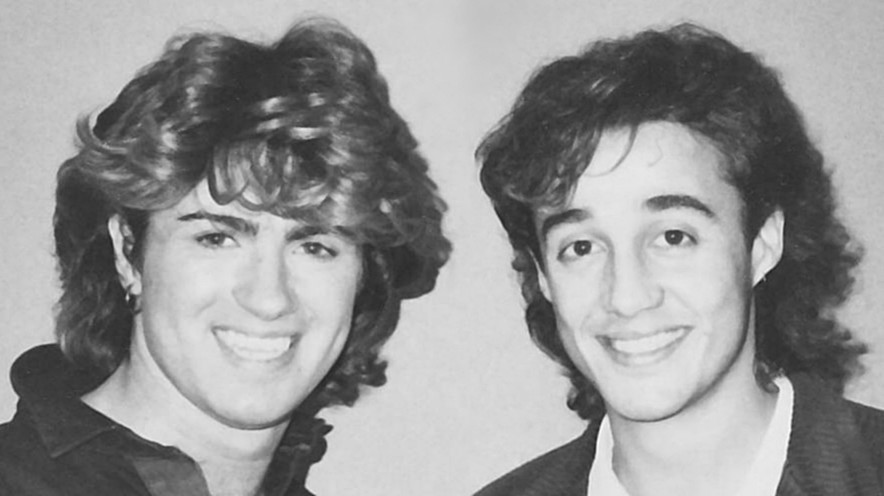
George Michael und Andrew Ridgeley (Mitte der 1980er Jahre)

1981 gründete Michael mit seinem früheren Schulfreund Andrew Ridgeley das Duo Wham!, das bis 1986 bestand. Die Gruppe konnte unter anderem vier Nummer-eins-Platzierungen in Großbritannien erzielen. Zu den kommerziell erfolgreichsten Songs zählen Wake Me Up Before You Go-Go (1984), Last Christmas (1984), Careless Whisper (1984) und I’m Your Man (1985).

### Solokarriere (1987–1989)
Michaels Debütalbum als Solointerpret war das im Herbst 1987 veröffentlichte Album Faith, das in den USA mit den Singleauskopplungen Faith, Father Figure, One More Try und Monkey vier Nummer-eins-Hits in den US-Billboard-Charts erzielen konnte. Für das Album Faith wurde Michael im Jahr 1989 mit einem Grammy Award in der Kategorie „Album des Jahres“ ausgezeichnet.

### Listen Without Prejudice Vol. 1(1990–1994)
Im Spätsommer 1990 erschien das zweite Soloalbum Listen Without Prejudice Vol. 1. Trotz guter Kritiken blieb der kommerzielle Erfolg deutlich hinter dem des Vorgängers Faith zurück. Insgesamt wurden weltweit bislang rund acht Millionen Platten verkauft.
Am 20. April 1992 sang er beim Freddie Mercury Tribute Concert drei Titel. Außerdem hielt er eine kurze Ansprache, um vor den Gefahren von AIDS zu warnen.

### Older(1995–1997)
Nach einem mehrjährigen Rechtsstreit mit Sony, den Michael verlor, veröffentlichte er im Frühjahr 1996 mit Older sein drittes Soloalbum bei der Plattenfirma Virgin. Als Vorabsingle wurde im Herbst 1995 der Song Jesus to a Child ausgekoppelt. Virgin kaufte Michael für einige Millionen Dollar aus seinem damals gültigen Sony-Vertrag heraus, da Michael nicht mehr mit Sony zusammenarbeiten wollte. Der neue Vertrag legte unter anderem fest, dass Virgin George Michael weltweit vermarkten durfte, mit Ausnahme der USA; dort hatte sich die Produktionsfirma DreamWorks (u. a. von Steven Spielberg) die Rechte gesichert.

### Best-of-CD und Vertragserfüllung (1998–2003)
Im Herbst 1998 veröffentlichte Michael das Greatest-Hits-Album Ladies & Gentlemen: The Best of George Michael, das Platz 1 der britischen Charts erreichte. Die Doppel-CD enthält unter anderem ein Duett mit Elton John, Don’t Let the Sun Go Down on Me und eine Coverversion des Stevie-Wonder-Songs As als Duett mit Mary J. Blige.
Ende 1999 veröffentlichte Michael das Swing-Album Songs from the Last Century. Darin zollt er einigen der erfolgreichsten Songwritern des 20. Jahrhunderts seinen Respekt. Als Arrangeur fungierte Torrie Zito. Nach diesem Album hatte Michael seinen Virgin/DreamWorks-Vertrag erfüllt. Mitte 2000 nahm er mit Whitney Houston die Single If I Told You That auf.
Im Frühjahr 2002 veröffentlichte Michael bei Polydor die Single Freeek!. Michael hatte einen Vertrag unterzeichnet, der ihn verpflichtete, zwei Singles herauszubringen. Mit Shoot the Dog, einem Lied, das George W. Bushs und Tony Blairs Politik kritisierte, erfüllte er die Bedingungen.

### Letztes kommerzielles Album undTwenty Five(2004–2007)

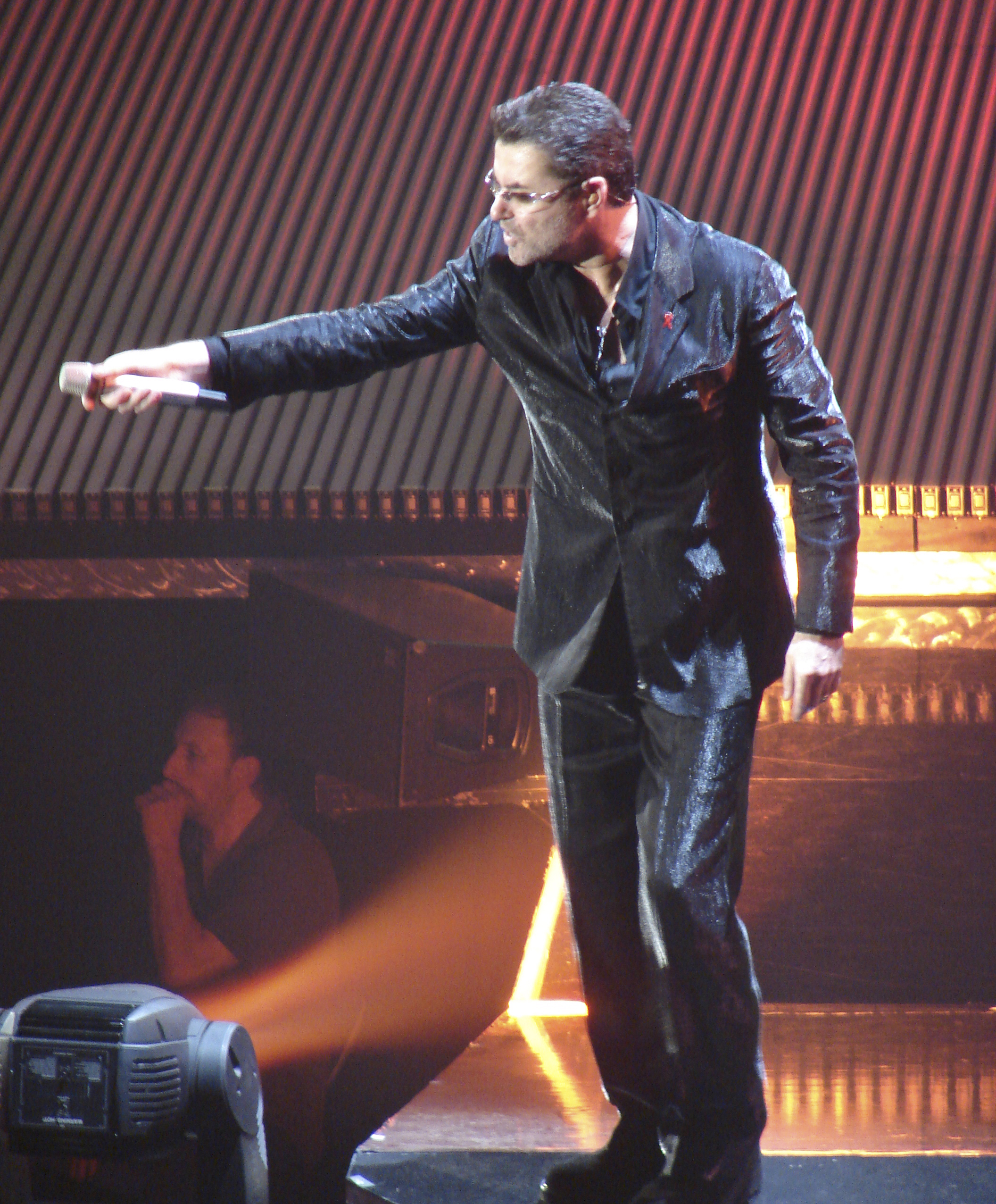
George Michael in Antwerpen, 2006

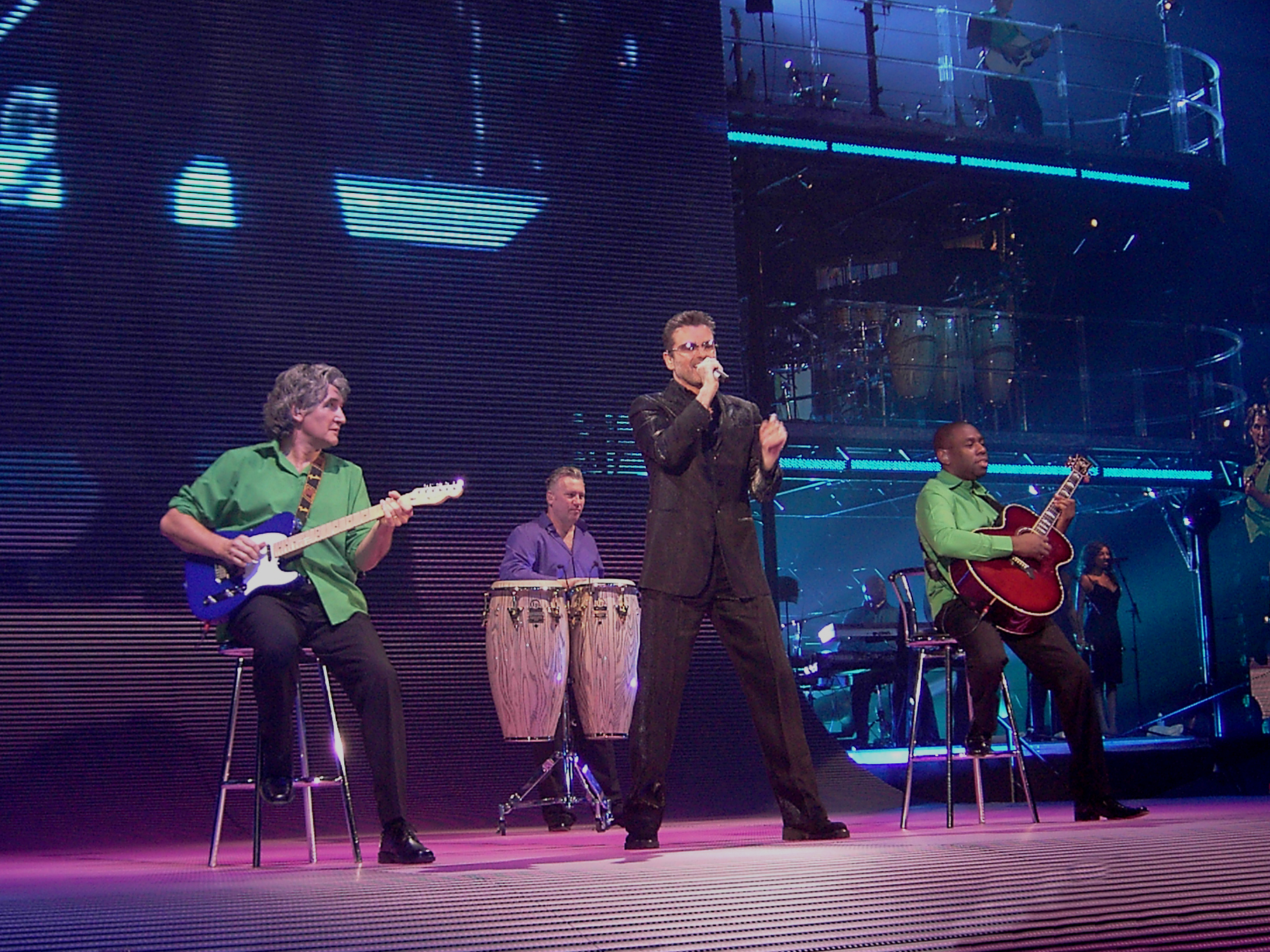
George Michael mit Bandmitgliedern in München, 2006

Anfang 2004 gab Michael bekannt, dass sein Album Patience, das wieder bei Sony erschien, sein letztes kommerziell vertriebenes Werk sein würde. Er wolle seine Musik nur noch kostenlos auf seiner Homepage zum Herunterladen zur Verfügung stellen. Der Song Through ist ein Rückblick auf seine Karriere. Im Song My Mother Had a Brother erzählt er die Geschichte über einen ihm ähnlich sehenden Onkel mütterlicherseits, der am Tag von Michaels Geburt Suizid beging, da er mit seiner Homosexualität nicht zurechtkam.
2005 stellte Michael auf der Berlinale die autobiografische Dokumentation A Different Story vor und kündigte an, sich aus dem Musikgeschäft zurückzuziehen.
Anlässlich seines 25. Bühnenjubiläums kündigte Michael im Frühjahr 2006 seine erste Tournee seit 1991 mit Namen 25 Live an, die ihn unter anderem auch nach Deutschland führte. Parallel dazu erschien sein neues Best-of-Album Twenty Five, das auch einige Songs von Wham! enthält. Neue Songs sind An Easier Affair, das im Juli 2006 als Vorab-Single veröffentlicht wurde, und This Is Not Real Love (Duett mit Mutya Buena). Außerdem enthält das Album eine neue Version des erstmals auf Listen Without Prejudice Vol. 1 erschienenen Songs Heal the Pain, die er im Duett mit Paul McCartney aufgenommen hatte.
Zum Jahreswechsel 2006/2007 gab George Michael laut Medienberichten einen einstündigen Auftritt auf einer Party eines russischen Oligarchen für 1,5 Millionen britische Pfund.

### Gastauftritte in Fernsehserien und weitere musikalische Aktivitäten (2008–2016)

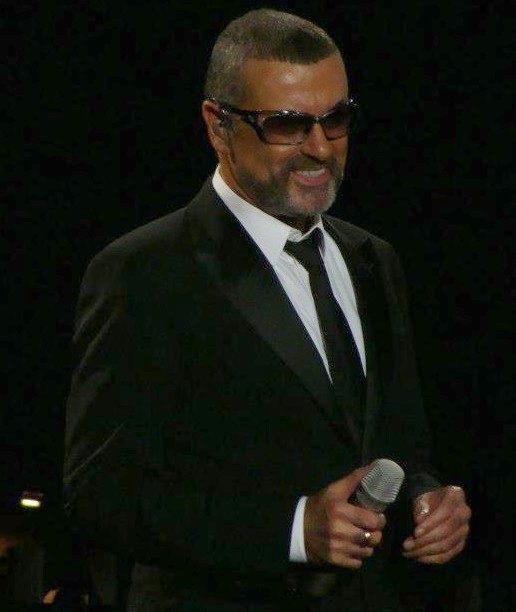
George Michael während der Symphonica-Tour, 2011

2008 hatte Michael einige Gastauftritte in der ersten Staffel der US-amerikanischen Drama-Serie Eli Stone. Die Episoden sind nach Songs von Michael benannt, da der Produzent der Serie Fan des Sängers ist.
Im Dezember 2008 erschien der ursprünglich für die Spice Girls geschriebene Weihnachtssong December Song für 24 Stunden zum freien Herunterladen. Am 11. Dezember 2009 erschien das Lied erstmals auf CD, ergänzt um drei noch nicht auf CD veröffentlichte Bonus- bzw. Livetracks.
Am 21. November 2011 sagte Michael ein Konzert in Wien ab. Er wurde für einen Monat im Wiener Allgemeinen Krankenhaus wegen einer Lungenentzündung behandelt; auch der Rest seiner laufenden Tournee wurde abgesagt. Die Erfahrung seines Krankenhausaufenthaltes verarbeitete er in dem Song White Light, den er dem Krankenhauspersonal widmete.
Am 12. August 2012 trat Michael bei der Schlussfeier der Olympischen Sommerspiele 2012 in London auf. Am 9. September 2012 gab er im Rahmen einer Wohltätigkeitsgala gegen AIDS im Opéra Garnier in Paris ein weiteres Konzert. Begleitet wurde er von einem Symphonieorchester und präsentierte dabei Songs aus seinem neuen Album Symphonica.

## Diskografie

### Solokarriere
Studioalben

| Jahr | Titel Musiklabel                                    | Höchstplatzierung, Gesamtwochen, AuszeichnungChartplatzierungen (Jahr, Titel, Musiklabel, Platzierungen, Wochen, Auszeichnungen, Anmerkungen) | Höchstplatzierung, Gesamtwochen, AuszeichnungChartplatzierungen (Jahr, Titel, Musiklabel, Platzierungen, Wochen, Auszeichnungen, Anmerkungen) | Höchstplatzierung, Gesamtwochen, AuszeichnungChartplatzierungen (Jahr, Titel, Musiklabel, Platzierungen, Wochen, Auszeichnungen, Anmerkungen) | Höchstplatzierung, Gesamtwochen, AuszeichnungChartplatzierungen (Jahr, Titel, Musiklabel, Platzierungen, Wochen, Auszeichnungen, Anmerkungen) | Höchstplatzierung, Gesamtwochen, AuszeichnungChartplatzierungen (Jahr, Titel, Musiklabel, Platzierungen, Wochen, Auszeichnungen, Anmerkungen) | Anmerkungen                                                   |
| Jahr | Titel Musiklabel                                    | DE | AT | CH | UK | US | Anmerkungen                                                   |
| ---- | --------------------------------------------------- | --- | --- | --- | --- | --- | ------------------------------------------------------------- |
| 1987 | Faith Epic Records (CBS)                            | DE3 Gold · (46 Wo.)DE | AT3 (38 Wo.)AT | CH4 ×2Doppelplatin · (32 Wo.)CH | UK1 ×4Vierfachplatin · (92 Wo.)UK | US1 Diamant · (96 Wo.)US | Erstveröffentlichung: 30. Oktober 1987 Verkäufe: + 25.000.000 |
| 1990 | Listen Without Prejudice Vol. 1 Epic Records (Sony) | DE7 Gold · (33 Wo.)DE | AT5 Gold · (12 Wo.)AT | CH3 Platin · (13 Wo.)CH | UK1 ×4Vierfachplatin · (74 Wo.)UK | US2 ×2Doppelplatin · (44 Wo.)US | Erstveröffentlichung: 21. August 1990 Verkäufe: + 4.805.000   |
| 1996 | Older Virgin Records (EMI)                          | DE3 Platin · (58 Wo.)DE | AT1 Gold · (33 Wo.)AT | CH2 Platin · (29 Wo.)CH | UK1 ×6Sechsfachplatin · (122 Wo.)UK | US6 Platin · (24 Wo.)US | Erstveröffentlichung: 6. Mai 1996 Verkäufe: + 12.000.000      |
| 1999 | Songs from the Last Century Virgin Records (EMI)    | DE4 Gold · (16 Wo.)DE | AT12 (9 Wo.)AT | CH6 Gold · (13 Wo.)CH | UK2 ×2Doppelplatin · (26 Wo.)UK | US157 (7 Wo.)US | Erstveröffentlichung: 3. Dezember 1999 Verkäufe: + 2.100.000  |
| 2004 | Patience Epic Records (Sony)                        | DE1 Platin · (19 Wo.)DE | AT3 Gold · (14 Wo.)AT | CH2 Gold · (20 Wo.)CH | UK1 ×2Doppelplatin · (30 Wo.)UK | US12 (16 Wo.)US | Erstveröffentlichung: 15. März 2004 Verkäufe: + 1.465.000     |

### Mit Wham!
Studioalben

| Jahr | Titel Musiklabel                                     | Höchstplatzierung, Gesamtwochen, AuszeichnungChartplatzierungen (Jahr, Titel, Musiklabel, Platzierungen, Wochen, Auszeichnungen, Anmerkungen) | Höchstplatzierung, Gesamtwochen, AuszeichnungChartplatzierungen (Jahr, Titel, Musiklabel, Platzierungen, Wochen, Auszeichnungen, Anmerkungen) | Höchstplatzierung, Gesamtwochen, AuszeichnungChartplatzierungen (Jahr, Titel, Musiklabel, Platzierungen, Wochen, Auszeichnungen, Anmerkungen) | Höchstplatzierung, Gesamtwochen, AuszeichnungChartplatzierungen (Jahr, Titel, Musiklabel, Platzierungen, Wochen, Auszeichnungen, Anmerkungen) | Höchstplatzierung, Gesamtwochen, AuszeichnungChartplatzierungen (Jahr, Titel, Musiklabel, Platzierungen, Wochen, Auszeichnungen, Anmerkungen) | Anmerkungen                                                                                        |
| Jahr | Titel Musiklabel                                     | DE | AT | CH | UK | US | Anmerkungen                                                                                        |
| ---- | ---------------------------------------------------- | --- | --- | --- | --- | --- | -------------------------------------------------------------------------------------------------- |
| 1983 | Fantastic Epic Records • Innervision (CBS)           | DE7 (22 Wo.)DE | — | CH25 (1 Wo.)CH | UK1 ×3Dreifachplatin · (116 Wo.)UK | US83 Gold · (44 Wo.)US | Erstveröffentlichung: 1. Juli 1983 Verkäufe: + 1.705.000                                           |
| 1984 | Make It Big Epic Records (CBS)                       | DE5 Gold · (25 Wo.)DE | AT4 (20 Wo.)AT | CH1 Platin · (22 Wo.)CH | UK1 ×4Vierfachplatin · (72 Wo.)UK | US1 ×6Sechsfachplatin · (87 Wo.)US | Erstveröffentlichung: Oktober 1984 Verkäufe: + 9.864.465                                           |
| 1986 | Music from the Edge of Heaven Columbia Records (CBS) | — | — | — | — | US10 Platin · (28 Wo.)US | Erstveröffentlichung: 1. Juli 1986 Verkäufe: + 1.100.000 Pendant zu The Final in Japan/Nordamerika |

## Auszeichnungen
- American Music Awards
  - Favourite Male Vocalist (Pop/Rock) (1989)
  - Favourite Male Vocalist (Soul/R&B) (1989)
  - Favourite Album (Soul/R&B): Faith (1989)
- BRIT Awards
  - Best British Male (1988, 1997)
  - Best British Album: Listen Without Prejudice Vol. 1 (1991)
- Grammy Awards
  - Best Rhythm & Blues Vocal Performance – Duo or Group: I Knew You Were Waiting (For Me) (1988)
  - Album of the Year: Faith (1989)
- Goldene Himbeere
  - Schlechtester Song: I Want Your Sex (1988)
- Ivor Novello Award
  - Songwriter of the Year (1985, 1989, 1996)
  - International Hit of the Year: Faith (1989)
- MTV Europe Music Awards
  - Best Male (1996)
- MTV Video Music Awards
  - Best Direction in a Video: Father Figure (1988)
  - Video Vanguard (Career Achievement) (1989)
  - International Viewer’s Choice Award: Papa Was a Rollin’ Stone (1993), Fastlove (1996)